# Kevin Can Wait
Kevin Can Wait est une série télévisée américaine en 48 épisodes de 22 minutes créée par Kevin James et diffusée entre le 19 septembre 2016 et le 7 mai 2018 sur le réseau CBS et en simultané sur le réseau Global au Canada.
Cette série est inédite dans tous les pays francophones.

## Distribution

### Acteurs principaux
- Kevin James : Kevin Gable
- Taylor Spreitler : Kendra Gable, fille aînée
- Mary-Charles Jones : Sara Gable, fille cadette
- James DiGiacomo : Jack Gable, fils
- Ryan Cartwright : Chale, fiancé de Kendra
- Lenny Venito : Duffy
- Gary Valentine : Kyle Gable, frère de Kevin
- Leonard Earl Howze : Goody
- Leah Remini : Vanessa Cellucci (invitée saison 1, principale saison 2)
- Erinn Hayes : Donna Gable, femme de Kevin (saison 1)

### Acteurs récurrents et invités
- Chris Roach : Mott
- Jim Breuer (en) : Père Philip
- Joe Starr : Enzo
- Ray Romano : Vic[4] (épisode 6)
- Adam Sandler : Jimmy Landers[5] (épisode 8)
- Gina Brillon : Gina
- Bas Rutten : Rutger
- Jackie Sandler : Cindy, mère de Mott
- Chris Weidman : Nick Dawson

## Production

### Développement
Le projet de série a débuté le 9 octobre 2015 pour le réseau CBS qui développe la comédie pour la saison 2016 /2017, sans passer par la traditionnelle case pilote.
Le 12 mai 2016, le réseau CBS annonce officiellement après le visionnage du pilote, la commande du projet de série sous son titre actuel avec une commande initiale de treize épisodes, pour une diffusion lors de la saison 2016 / 2017.
Le 15 mai 2016, lors des Upfronts 2016, CBS annonce la diffusion de la série pour l'automne 2016.
Le 21 juin 2016, CBS annonce la date de lancement de la série au 19 septembre 2016.
Le 17 octobre 2016, CBS commande neuf épisodes supplémentaires pour compléter la saison, soit un total de 22 épisodes,. Puis le 6 janvier 2017, elle commande deux épisodes supplémentaires portant finalement la saison à vingt-quatre épisodes,.
Le 23 mars 2017, la série est renouvelée pour une deuxième saison.
Le 12 mai 2018, la série est annulée.

### Casting
L'annonce du casting a débuté le 9 octobre 2015, avec Kevin James qui sera en tête d'affiche de la série.
Le 27 janvier 2016, Taylor Spreitler obtient le rôle de Kendra. Ensuite, le 12 février 2016, Ryan Cartwright rejoint la série dans le rôle de Chale. Six jours plus tard, Mary Charles Jones et James DiGiacomo rejoignent la série dans les rôles respectifs de Sara et Jack. Fin février, Leonard Earl Howze obtient le rôle de Goody et Erinn Hayes celui de Donna.
Le 22 mars 2016, Gary Valentine et Lenny Venito rejoignent la distribution dans les rôles respectifs de Duffy et Kyle.
En mars 2017, la production engage Leah Remini, co-vedette avec Kevin James dans la série Un gars du Queens (The King of Queens), pour la finale en deux parties de la première saison. Le 2 juin 2017, Leah est promue à la distribution principale pour la deuxième saison. Le lendemain, la production écarte Erinn Hayes de la série.

### Tournage
La série est tournée à New York dans l'État de New York aux États-Unis.

## Épisodes

### Première saison (2016-2017)
1. Pilot
2. Sleep Disorder
3. Chore Weasel
4. Kevin and Donna's Book Club
5. Kevin's Good Story
6. Beat the Parents
7. Hallow-We-Ain’t-Home
8. Who's Better than Us?
9. The Power of Positive Drinking
10. The Fantastic Pho
11. Kevin's Bringing Supper Back
12. I'll Be Home for Christmas...Maybe
13. Ring Worm
14. Kevin vs. The Dutch Elm
15. Choke Doubt
16. The Back Out
17. Unholy War
18. Neighborhood War
19. Showroom Showdown
20. Double Date
21. Kenny Can Wait
22. Quiet Diet
23. Sting of Queens: Part One
24. Sting of Queens: Part Two

### Deuxième saison (2017-2018)
Elle est diffusée depuis le 25 septembre 2017.
1. Civil Ceremony
2. Business Unusual
3. Kevin Goes Nuts
4. Plus One is the Loneliest Number
5. Grief Thief
6. The Owl
7. The Kevin Crown Affair
8. Slip 'n' Fall
9. Cooking Up a Storm
10. Kevin Moves Metal
11. Trainer Wreck
12. The Might've Before Christmas
13. Monkey Fist Insecurity
14. Kevin Can Date
15. Fight or Flight
16. 40 Under 40
17. Wingmen
18. The Whole Enchilada
19. Delivery Guy
20. Forty Seven Candles
21. The Smoking Bun
22. Phat Monkey
23. Brew Ha Ha
24. A Band Done